# Segundo Setor
O Segundo Setor é uma terminologia sociológica, representado pelo mercado, que é privado. Também conhecido como setor produtivo.